# Église universelle du Royaume de Dieu
Ne doit pas être confondu avec Église universelle de Dieu.
L’Église universelle du Royaume de Dieu aussi appelé Centre d'Accueil Universel ou Centre d'aide spirituelle (EURD, en portugais : Igreja Universal do Reino de Deus) est une association chrétienne évangélique internationale d'églises charismatiques. Son siège est basé à São Paulo, au Brésil. Son dirigeant est Edir Macedo Bezerra.

## Histoire

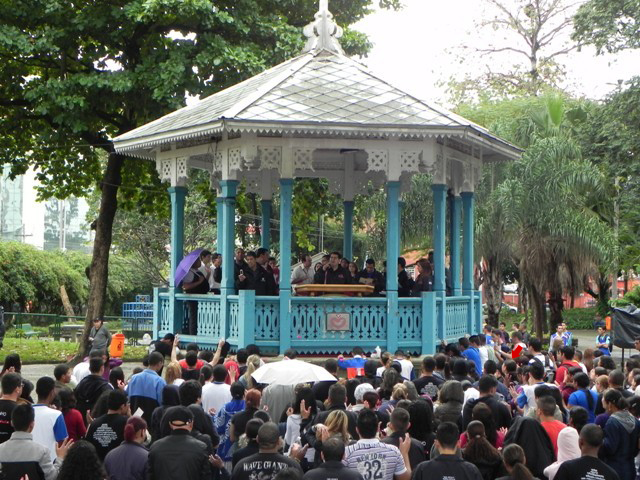
Le Kiosque de Square Garden de Meier, où l'EURD a commencé.

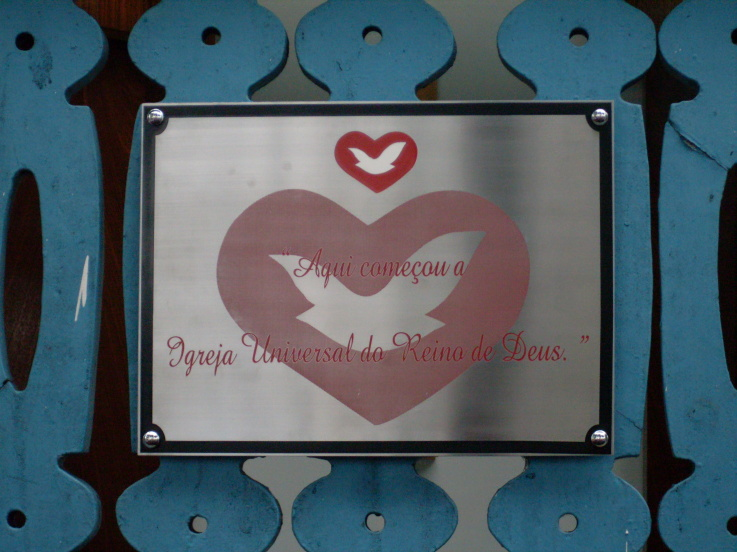
Plaque commémorative sur le kiosque de Square Garden de Meier

Après avoir tenu des réunions dans un kiosque du Square Garden de Meier, Edir Macedo Bezerra et Romildo Ribeiro Soares fondent l'Église en 1977.
Le 7 juin 1980, après avoir réuni quinze pasteurs, Soares et Macedo différaient sur leur intérêt et leur façon de penser, ce qui les a conduits à des chemins différents. Alors que Macedo gérait et a tenté l'expansion de l'église aux États-Unis, Soares, visant l'expansion au Brésil, a embauché des pasteurs d'autres associations. Cette attitude a irrité Macedo, qui a toujours été contre cette intégration, parce que son but était de créer une association  sans se mélanger avec les églises pentecôtistes traditionnelles. À la suite d'une divergence de vision, Soares quitte l'église et fonde l'Église internationale de la Grâce de Dieu (EIGD/IIGD).

### L'expansion nationale
En 1985, après huit ans d'existence, l'Universelle avait 195 temples (églises) dans quinze états fédéraux . En 1987, l'EURD avait 356 temples dans 18 états fédéraux. En 1989, l'année que Macedo a commencé à négocier l'achat de Rede Record, l'église avait 571 temples, soit une augmentation de 2600 % dans les années 1980. Dans les premières années, leur répartition géographique se concentrait dans les régions métropolitaines de Rio de Janeiro, Sao Paulo et Salvador. Plus tard, cela s'est élargi pour les grandes et moyennes villes. À São Paulo, la première EURD a été créée en juillet 1980 sur l'avenue Doutor Gentil de Moura. À Salvador, dans la rue de la Tijolo.
En 1989, Edir Macedo Bezerra et l’Église universelle du Royaume de Dieu, par une filiale, devient propriétaire du réseau RecordTV après un achat de 45 millions de dollars.
En 1990, l'EURD est parvenue à être présente dans tous les états brésiliens.

### L'expansion internationale
Dans les années 1980, l'EURD commence une expansion internationale. Cela a commencé par les États-Unis, avec l'ouverture d'une première église en 1986 à Mont Vermont, dans l'état de New York, sous le nom "Église Universelle", qui s'est étendue à d'autres quartiers new-yorkais comme Manhattan et Brooklyn.
Après les États-Unis, les nations de langue espagnole étaient les premières où l'EURD a marqué sa présence. Le premier temple a été ouvert en 1989 dans la ville de Concordia en Argentine et plus tard elle s'est répandue en Amérique latine, où elle porte parfois le nom de Centre d'aide spirituelle .
En Europe, l'EURD s'est d'abord installée au Portugal, en 1989, et la première église universelle se situait sur la route de la Lumière, 28 C, à Lisbonne. Les réunions étaient dirigées par l'évêque Paulo Roberto Guimarães, qui, à cette époque, avait un petit temple loué avec une capacité de seulement 200 personnes. L'EURD s'est implantée en France en 1992. En Suisse, l’église est appelée Centre d'Accueil Universel depuis 2005.
Au Mozambique, elle est présente depuis 1993. L’église a commencé à offrir des programmes de radio quotidiens et de télévision à travers la Record Moçambique, avec une diffusion dans toutes les capitales provinciales, et aussi des programmes à travers la télévision STV et la Radio FM Miramar (Record Mozambique) - affilié au réseau de communication Miramar - avec des programmes locaux à Maputo et Beira sur "Radio 99 FM, Radio FM super", Radio Green Earth et Top Radio FM, EURD Mozambique (portail Web), la Feuille Universelle Mozambique (journal imprimé), qui sont distribués dans tout le pays.
Le Japon fut le pays choisi par l'EURD pour commencer ses activités en Asie. En 1996, dans la ville de Hamamatsu, dans la province de Shizuoka, une région où vit aujourd'hui l'une des plus grandes concentrations de résidents brésiliens du Japon, on a ouvert le premier temple de l'EURD. En Inde, l'EURD est présente depuis la seconde moitié des années quatre-vingt-dix.
Selon Paul Freston, auteur de Dynamiques religieuses en Lusophonie Contemporaine, l'expansion mondiale de l'Universelle faisait partie de l'une des principales transformations religieuses de la fin du XXe siècle, comme la croissance pentecôtiste à l'échelle mondiale, elle s'est étendue dans diverses régions de la planète.
En 1999, la Cathédrale mondiale de la foi est inaugurée avec 11,000 places assises à Rio de Janeiro.
En 2005, l'EURD suscite la création du Parti républicain brésilien par le vice-président José Alencar Gomes da Silva.
En 2006, l'EURD était présente dans 115 pays.
En juillet 2014, le Temple de Salomon avec 10 000 places assises est inauguré dans le quartier de Brás, à São Paulo .

Sélection de vue d'Églises universelles du Royaume de Dieu dans le monde
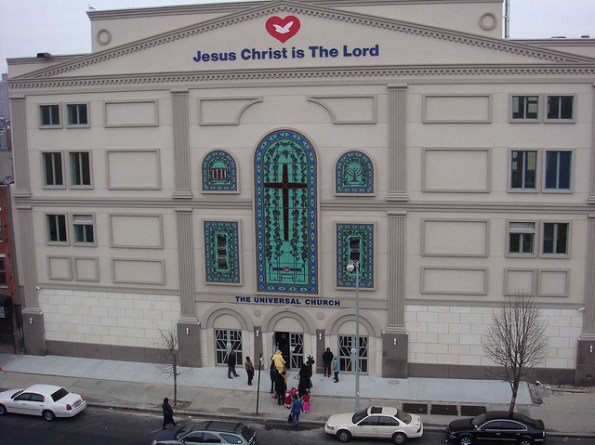
Église universelle à New York, aux États-Unis.
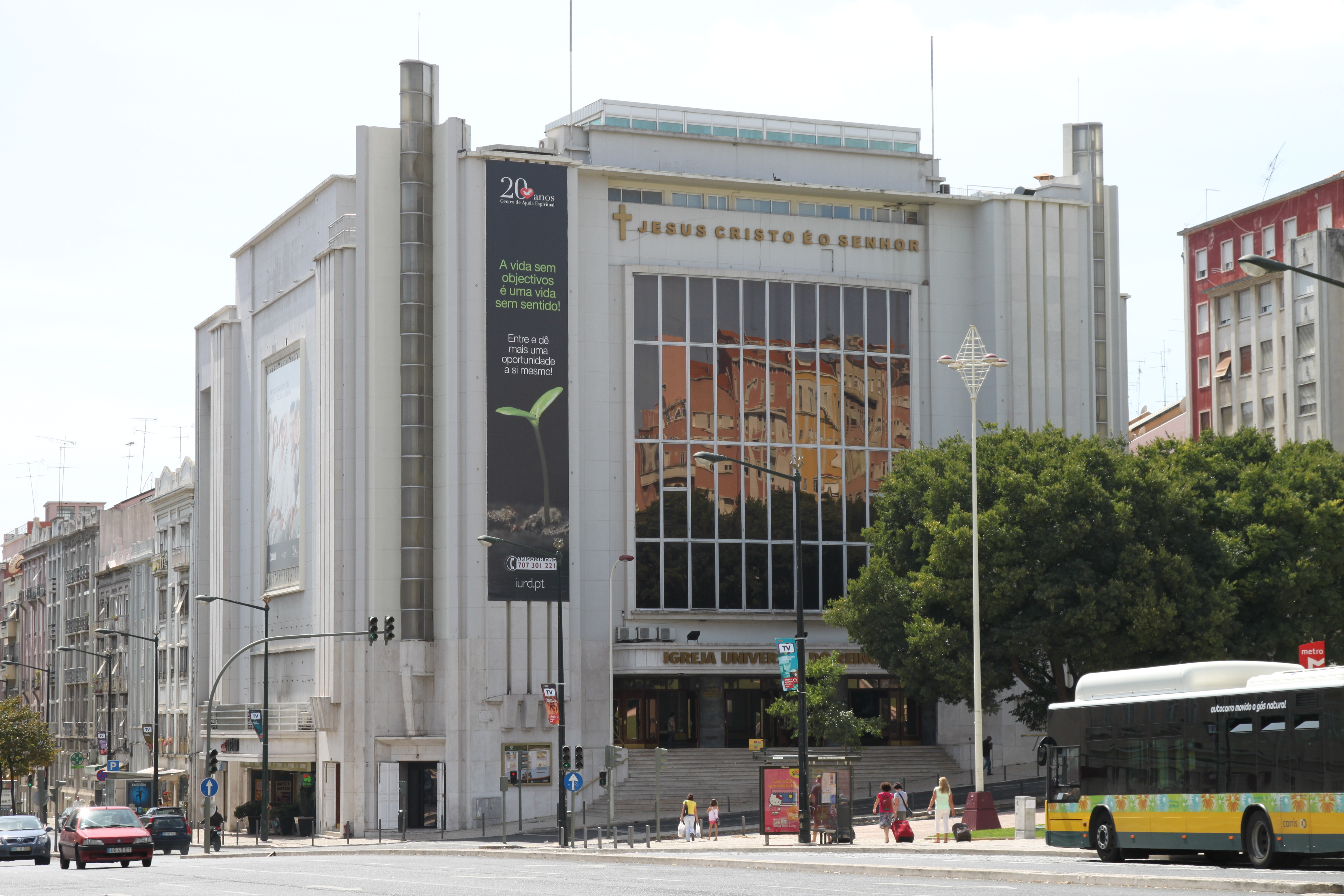
Église universelle à Lisbonne, au Portugal.
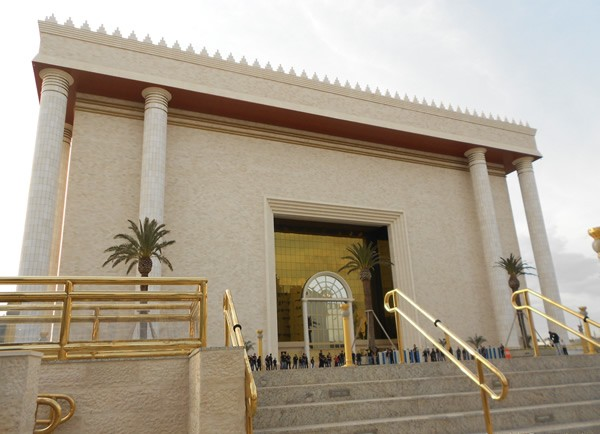
Temple de Salomon, São Paulo.
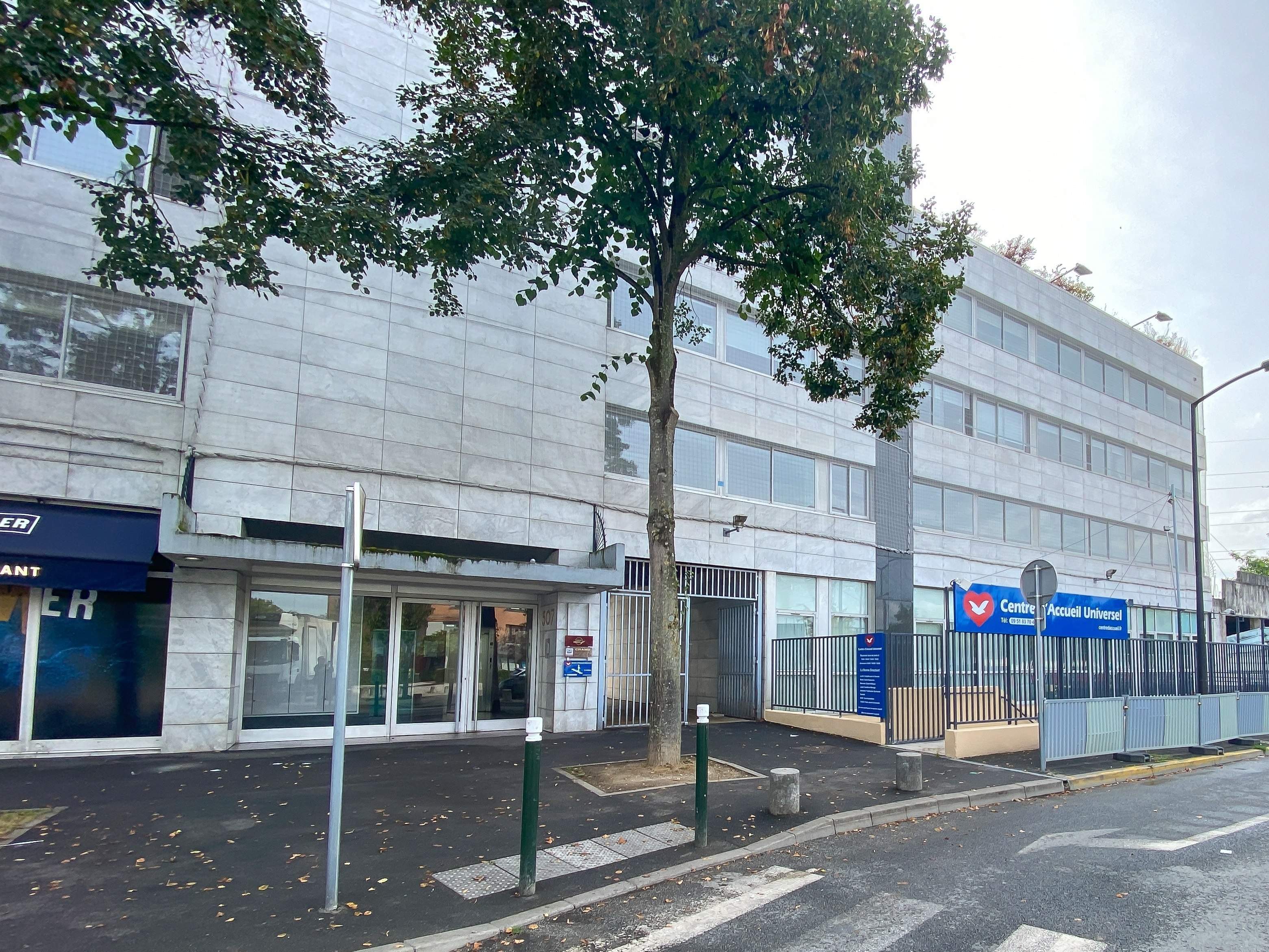
Centre d'Accueil Universel d'Évry-Courcouronnes, en France.

## Statistiques
Selon les données du recensement brésilien de 2010, mené par l'IBGE, l'EURD comptait 1,8 million de fidèles au Brésil.
Selon un recensement de l’association d’églises, elle aurait en 2015, 7 157 temples et cathédrales au Brésil et 2 663 églises à l'étranger. Elle compterait 112 évêques et 11 504 pasteurs au Brésil, en plus de 48 évêques et 3 953 pasteurs dans le monde. Selon ses calculs, elle compterait 7 millions de membres au Brésil et plus de 1,2 million dans 105 pays.

## Croyances
L'association a une confession de foi charismatique ,. Elle est accusée de prêcher l'évangile de la prospérité.

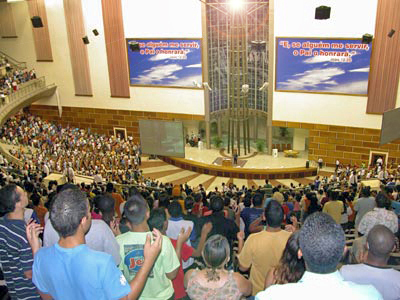
Service à la Catedral Mundial da Fé, à Rio de Janeiro.
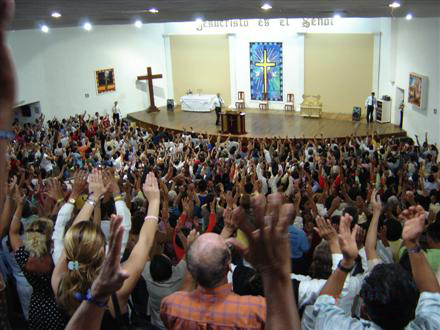
Service à Veracruz, au Mexique.
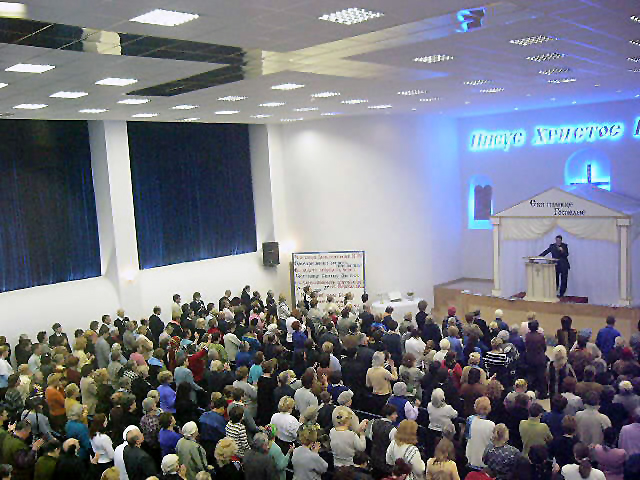
Service à Moscou, en Russie.

## Programmes sociaux
L'Église est impliquée dans des programmes sociaux humanitaires dans plusieurs parties du Brésil et du monde, dans des domaines comme l’alphabétisation.
Elle organise aussi dans ses différents temples des œuvres de charité pour aider les victimes de catastrophes naturelles.
L'EURD soutient des programmes de distribution de préservatifs afin de lutter contre les risques du sida ,.

## Médias
La Rede Aleluia, qui appartient à l'Église, compte 30 stations de radio . Dans les médias imprimés elle possède le journal Folha Universal et les magazines Plenitude, Obreiro de Fé et Mão Amiga. Dans le domaine  musicale, l'Église a le label Line Records, spécialisé dans le gospel . Elle possède également une maison d’édition Universal Produções . La RecordTV, bien qu'elle n’appartienne pas directement à l'Église Universelle, mais à une filiale et à Edir Macedo, est dirigée par des pasteurs et évêques de l'église,.

## Controverses et critiques
Le 24 mai 1992, Edir Macedo Bezerra, le leader de l'EURD a été arrêté après un culte réalisé dans un temple de l'église et accusé de charlatanisme, détournements de fonds et crimes contre la bonne foi des fidèles. Onze jours après, il a été acquitté.
En 1992, l'EURD est exclue de l’Alliance évangélique portugaise.
En France, après sa mention dans le rapport parlementaires sur les sectes de 1995, elle a changé de nom en 2004 pour devenir le Centre d'accueil universel. En 2000, elle a acquis l'ex-cinéma pornographique La Scala, dans le dixième arrondissement de Paris, avant de le revendre en 2009 en raison du refus de la mairie à donner des permis de construire pour la rénovation du lieu . Elle générait en 2017 un chiffre d'affaires de 9,9 millions d'euros, contre 8,5 millions d'euros l'année précédente. Entre 2015 et 2020, la Miviludes a été saisie quarante fois sur son cas pour des soupçons de dérives sectaires.
En 2009, l'EURD a été accusée de blanchiment d'argent par le Ministère des Affaires publiques brésilien,. Une enquête de dix ans a permis de découvrir les manipulations financières de l’Église. Des dons recueillis auprès des fidèles sont placés dans des banques privées à la fois à New York (via Invest Holding, une banque de prêt privée) et à Londres. L'argent est envoyé via Câble Invest, une banque privée située aux Îles Caïmans. Enfin, il est envoyé au Brésil par l'intermédiaire des sociétés de prêt nationales "Cremo" et "Unimetro", des banques prêteuses qui répartissent les fonds entre les dirigeants de Rede Record, qui à leur tour fournissent plus d'argent aux responsables de l'Église. Le 19 octobre 2010, le tribunal de justice de São Paulo (TJ-SP) a annulé, par un vote majoritaire, toutes les accusations portées par le ministère public de São Paulo contre l'Église et ses représentants. Les juges ont estimé que les procureurs de São Paulo n'avaient pas compétence pour enquêter sur l'affaire, car les accusations relevaient de la compétence fédérale.
En 2012, le sociologue Eduardo Guilherme de Moura Paegle a comparé la stratégie d’expansion internationale de l'Église à une "McDonalisation" de la foi, en référence à la chaine McDonald's, en raison de l’uniformité des cultes dans le monde ainsi que l’offre de service de prière au volant .
Dans le contexte d'épidémie de Covid-19 en avril 2020, Edir Macedo Bezerra appelle ses ouailles à « ne pas se préoccuper du coronavirus », la pandémie serait une « tactique » orchestrée par une alliance entre Satan, les médias et « les intérêts économiques » pour semer la « terreur ».
En juin 2020, le gouvernement angolais a ordonné la dissolution du conseil d'administration de l’Église en Angola et la destitution de l’évêque Honorilton Gonçalves, en raison de violation des droits des membres, discrimination raciale et violation des règles statutaires, telles que l’imposition de vasectomie pour les pasteurs. Les évêques et pasteurs angolais de l’Église ont également décidé de rompre définitivement les liens avec le siège et la direction brésilienne.